# Veiligheidskorps
Het Veiligheidskorps was een paramilitaire organisatie die op het einde van de Tweede Wereldoorlog in België werd opgericht in samenwerking tussen de SS en de DeVlag. De organisatie stond onder de leiding van SS-officier en DeVlag-stafleider Robert Verbelen. Ze nam deel aan een reeks terreurdaden gepleegd in de zomer van 1944. Bij razzia's werden tientallen personen gedood, gewond of naar concentratiekampen gedeporteerd.

## Geschiedenis
Eind 1942 werd binnen de DeVlag een cel opgericht die verzetslieden moest liquideren. Ze stond onder leiding van Robert Verbelen, die al wie op zijn zwarte lijst terechtkwam waarschuwde: Naast de zwarte lijsten die de Anglofielen en de bolsjewisten-vereerders met zoveel ijver aanleggen, maken wij ook onze lijsten klaar... En laten zij nu nog zozeer geloven aan een Engelse overwinning, wij weten zo zeker als God leeft, dat de mannen onzer lijsten het eerst aan de beurt zullen komen, het eerst zullen worden afgeschreven, het eerst zullen worden gelikwideerd. De Groep-Verbelen viseerde niet alleen verzetslieden, maar ook inspirerende figuren die vaderlandsliefde konden opwekken. De meest beruchte actie vond plaats op 28 februari 1944 (aanslagen op Alexandre Galopin en andere prominenten).
Het eigenlijke Veiligheidskorps werd opgericht in het voorjaar van 1944, enkele maanden vóór de bevrijding. Door de organisatie van tegenterreur moest dit korps collaborerende families beschermen, inlichtingen verzamelen en het verzet bestrijden. Het zestig man sterke Veiligheidskorps werd met instemming van Gruppenführer Richard Jungclaus gerekruteerd uit leden van de Algemeene-SS Vlaanderen en van de DeVlag. Onder leiding van Verbelen en Tony Van Dyck dreef het Veiligheidskorps in de laatste maanden voor de bevrijding de intensiteit van de terreur op. Het voerde een raid uit in Meensel-Kiezegem en viel cafés aan met granaten en machinegeweren. In het politiecommissariaat van Vorst zette het korps vier politieagenten tegen de muur.

## Voetnoten
1. ↑  Verschenen in de De SS-Man, 18 december 1943 en geciteerd in: Herman van de Vijver, België in de Tweede Wereldoorlog, vol. 8, Het cultureel leven tijdens de bezetting, 1990, p. 82